# Ateljéinteriör i Paris
Ateljéinteriör i Paris är en oljemålning på duk utförd 1886 av den svenska konstnären Eva Bonnier. Målningen mäter omkring 41 x 32 centimeter och tillhör Nationalmuseum, som fick den i gåva 1910 av Karl Otto Bonnier.
Eva Bonnier har i bilden lyckats gestalta det blåskimrande ljuset som sprider sig in i rummet och över en skulptur av en ung pojke. I flera av hennes målningar från Paris har hon som här skildrat den egna ateljén på Rue Humboldt i Montparnasse. Bonnier bodde i Paris mellan 1883 och 1889.

## Motivet
Bilden är en av Eva Bonniers mest fria kompositioner, i breven hem framgår det att hon betraktade arbetet med skulpturen som omväxling från det tidskrävande målandet, något som hon kunde förhålla sig fritt till utan sina egna och bokförläggarfamiljen Bonniers högt ställda ambitioner. I de andra bilderna osynliggör hon det egna konstnärskapet, alla dukar är vända in mot väggen, det finns inga antydningar om att det är just hennes arbetsplats. I hennes konstnärliga produktion finns det överlag ett förnekande av det egna konstnärskapet vilket till slut ledde till att hon upphörde att måla.
Eva Bonnier och många av hennes kvinnliga kollegor hade problem med sin yrkesidentitet. Viljan att skapa konst uppfattas som faderlig under ett patriarkat och så länge patriarkatet betraktas som natur är det ”onaturligt” och ”okvinnligt” för en kvinna att vara konstnär. Men redan 1864 öppnade Qvinliga afdelningen på Konstakademien i Stockholm. Bonnier hade själv först fått sin utbildning på August Malmströms konstskola och sedan på Konstakademien 1878–1883. De kvinnliga konstnärerna i Sverige var därmed privilegierade jämfört med sina europeiska systrar, som var helt utestängda från konstakademierna och förbjudna att arbeta med nakenmodeller.
Kring 1880 fanns det enbart i Norden, tack vare den gryende kvinnofrigörelsen, flera hundra kvinnliga konstnärer och författare. De yrkesverksamma kvinnorna tog och fick mycket utrymme i det offentliga konstlivet. De förändrade tidens syn på både konstnärsrollen och det borgerliga familjelivet. De rubbade därmed tidens syn på kön och den manliga konstnärsnormen kom i gungning. På 1890-talet kom det en motreaktion.[källa behövs]